# الحرب والسلام (سلسلة أفلام)
الحرب والسلام (بالإنجليزية: War and Peace)‏ هو فيلم ملحمي تم إنتاجه في الاتحاد السوفييتي وصدر في سنة 1966. الفيلم من إخراج سيرغي بوندارتشوك.

## الميزانية والإيرادات
حقق أرباحا تقدر بـ 58,000,000 Soviet ruble (SR estimate) دولار.

### ترشيحات وجوائز
| السنة | الحدث  | الفئة           | النتيجة  |
| ----- | ------ | --------------- | -------- |
|       | أوسكار | أفضل فيلم أجنبي | فـــــوز |

## وصلات خارجية
- الحرب والسلام على موقع IMDb (الإنجليزية)
- الحرب والسلام على موقع الموسوعة البريطانية (الإنجليزية)
- الحرب والسلام على موقع روتن توميتوز (الإنجليزية)
- الحرب والسلام على موقع نتفليكس (الإنجليزية)
- الحرب والسلام على موقع ألو سيني (الفرنسية)
- الحرب والسلام على موقع Turner Classic Movies (الإنجليزية)
- الحرب والسلام على موقع أول موفي (الإنجليزية)
- الحرب والسلام على موقع فيلمافينيتي (الإسبانية)
- الحرب والسلام على موقع قاعدة بيانات الأفلام السويدية (السويدية)
- الحرب والسلام على موقع قاعدة بيانات الفيلم (الإنجليزية)

1. 1 2 3  مذكور في: تفريغات بيانات Freebase. الناشر: جوجل.
2. ↑  وصلة مرجع: http://stopklatka.pl/film/wojna-i-pokoj-1968. الوصول: 18 مايو 2016.
3. 1 2 3 4 5 6 7 8 9 10 11 12 13 14 15 16 17 18 19 20 21 22 23  وصلة مرجع: http://www.imdb.com/title/tt0063794/fullcredits. الوصول: 18 مايو 2016.
4. 1 2 3  وصلة مرجع: http://www.allocine.fr/film/fichefilm_gen_cfilm=2606.html. الوصول: 18 مايو 2016.
5. 1 2  مذكور في: قاعدة بيانات الأفلام التشيكية السلوفاكية. لغة العمل أو لغة الاسم: التشيكية. تاريخ النشر: 2001.